# Chảy máu sản khoa
Chảy máu sản khoa là chảy máu trong thai kỳ xảy ra trước, trong hoặc sau khi sinh. Chảy máu trước khi sinh là xảy ra sau 24 tuần mang thai. Chảy máu có thể là âm đạo hoặc ít phổ biến vào khoang bụng. Chảy máu xảy ra trước 24 tuần được gọi là chảy máu thai kỳ sớm.
Nguyên nhân gây chảy máu trước và trong khi sinh con bao gồm viêm cổ tử cung, nhau tiền đạo, vỡ nhau thai và vỡ tử cung. Nguyên nhân gây chảy máu sau khi sinh bao gồm tử cung co bóp kém, các sản phẩm bị giữ lại và rối loạn chảy máu.
Khoảng 8,7 triệu trường hợp chảy máu sản khoa nghiêm trọng của người mẹ xảy ra vào năm 2015  dẫn đến 83.000 ca tử vong. Từ năm 2003 đến 2009, chảy máu sản khoa chiếm 27% ca tử vong của người mẹ trên toàn cầu.

## Mang thai trễ
Chảy máu trước sinh (APH), cũng gọi là xuất huyết tiền sản, là chảy máu khi mang thai từ tuần thứ 24  (đôi khi được định nghĩa là từ tuần thứ 20 ) đến khi sinh nở, tính theo tuổi thai. Việc xem xét chính là sự hiện diện của nhau thai là một nhau thai nằm ở vị trí gần hoặc rất gần với cổ tử cung bên trong. Tình trạng này xảy ra ở khoảng 4 trong số 1000  thai kỳ và thường cần phải được giải quyết bằng cách sinh con qua mổ lấy thai. Ngoài ra một khả năng phá vỡ nhau thai (trong đó có sự tách rời nhau thai sớm) có thể dẫn đến xuất huyết sản khoa, đôi khi bị che giấu. Bệnh lý này được xem xét kỹ sau chấn thương của mẹ như tai nạn xe cơ giới hoặc ngã.
Những cân nhắc khác cần bao gồm khi đánh giá chảy máu trước sinh là: kiểm tra âm đạo vô trùng được thực hiện để đánh giá sự giãn nở của người mẹ khi tuần thứ 40 đang đến gần. Cũng như suy cổ tử cung được xác định là sự giãn nở giữa tuần (14 đến 26 tuần) của cổ tử cung có thể cần can thiệp y tế để giúp giữ thai bền vững.